# Szojuz T–14
Szojuz T–14 (oroszul: Союз Т-14) háromszemélyes szállító űrhajón érkezett a 9. személyzet a Szaljut–7 űrállomásra.

## Küldetés
1985. szeptember 17-én Gagarin űrrepülőtérről indították útjára. A tervekben 179 napos űrbeli tartózkodás szerepelt, amit Vaszjutyin és Volkov hajtott volna végre. Azonban Vaszjutyinnak egészségi problémái voltak, nem tudott aludni, elment az étvágya, és nem tudott megfelelően dolgozni. Ezt eleinte a személyzet belső ügyként kezelte, de október végére a dolog kiderült. November 17-re Vaszjutyin állapota rosszabbodott, állandó fájdalmai voltak, sürgős orvosi segítségre volt szüksége. Ezért a földi irányítók a küldetés megszakítása mellett döntöttek.
1985. november 21-én Zsezkazgan városától 180 kilométerre ért Földet. Az űrhajóval érkezett vissza Viktor Petrovics Szavinih fedélzeti mérnök és Grecsko is.
Vaszjutyint egy moszkvai kórházba szállították, ahol megállapították, hogy prosztatagyulladása van. Az űrhajósok beszállás előtti orvosi ellenőrzését ezek után megszigorították, mert kiderült, hogy Vaszjutyin elhallgatta az egészségi állapotát az indulás előtt.

## Személyzet
- Vlagyimir Vlagyimirovics Vaszjutyin küldetésparancsnok
- Georgij Mihajlovics Grecsko fedélzeti mérnök
- Alekszandr Alekszandrovics Volkov kutatómérnök

### Tartalék személyzet
- Alekszandr Sztyepanovics Viktorenko parancsnok
- Gennagyij Mihajlovics Sztrekalov fedélzeti mérnök
- Jevgenyij Vlagyimirovics Szalej kutatóűrhajós